# 공변미분
수학에서 공변 미분(영어: Covariant derivative)은 다양체의 접벡터를 따라 미분을 지정하는 방법이다. 다른 한편으로, 공변 미분은 틀다발에 대한 주접속으로 주어진 접근 방식과 대조적으로, 미분 연산자를 통해 다양체에 접속을 도입하고 작업하는 방법이다. 더 높은 차원의 유클리드 공간에 등거리적으로 포함된 다양체의 특별한 경우, 공변 미분은 유클리드 방향도함수의 직교 투영을 다양체의 접공간으로 볼 수 있다. 이 경우 유클리드 미분은 외부 법선 성분(포함에 따라 달라짐)과 내부 공변 미분 성분이라는 두 부분으로 나뉜다.
이름은 물리학에서 좌표 변환의 중요성에 의해 동기 부여된다. 공변 미분은 일반 좌표 변환 하에서 공변적으로 변환하며, 즉 변환의 야코비 행렬을 통해 선형적으로 변환한다.
이 글은 벡터장의 벡터장에 대한 공변 미분에 대한 소개를 좌표 독립적인 언어와 국소 좌표계 및 전통적인 지표 표기법을 사용하여 제시한다. 텐서장의 공변 미분은 동일한 개념의 확장으로 제시된다. 공변 미분은 벡터 다발 위의 접속 개념으로 직접적으로 일반화되며, 이는 코쥘 접속(영어: Koszul connection)으로도 알려져 있다.

## 역사
역사적으로 20세기 초에 공변 미분은 그레고리오 리치쿠르바스트로와 툴리오 레비치비타에 의해 리만 기하학 및 준 리만 기하학 이론에서 도입되었다. 리치와 레비치비타는 (엘빈 브루노 크리스토펠의 아이디어를 따라) 크리스토펠 기호가 곡률을 정의하는 데 사용될 수 있을 뿐만 아니라 다양체 위의 벡터장의 고전적인 미분을 일반화하는 미분 개념을 제공할 수 있음을 관찰했다. 이 새로운 미분(바로 레비치비타 접속)은 기하학의 대상이 특정 좌표계에서의 설명과 무관해야 한다는 리만의 요구 사항을 충족한다는 의미에서 공변적이었다.
곧 다른 수학자들, 특히 헤르만 바일, 얀 아르놀두스 스하우턴, 그리고 엘리 카르탕은 공변 미분이 계량이 없는 추상적으로 정의될 수 있음을 주목했다. 중요한 특징은 계량에 대한 특정 의존성이 아니라, 크리스토펠 기호가 특정 정확한 2차 변환 법칙을 충족한다는 것이었다. 이 변환 법칙은 공변적인 방식으로 미분을 정의하는 출발점이 될 수 있었다. 따라서 공변 미분 이론은 엄격히 리만적인 맥락에서 벗어나 더 넓은 범위의 가능한 기하학을 포함하게 되었다.
1940년대에 미분기하학 실무자들은 기하학자들이 관심을 가졌던 고전적인 다발과는 대조적으로, 다양체의 텐서 해석의 일부가 아닌 일반 벡터 다발에서 다른 공변 미분 개념을 도입하기 시작했다. 대체로 이러한 일반화된 공변 미분은 접속 개념의 일부 버전에 의해 임시적으로 지정되어야 했다. 1950년, 장루이 코쥘은 오늘날 코쥘 접속 또는 벡터 다발의 접속으로 알려진 것을 통해 벡터 다발에서의 이러한 새로운 공변 미분 아이디어를 통합했다. 리 대수 코호몰로지의 아이디어를 사용하여 코쥘은 공변 미분의 많은 해석적 특징을 대수적인 것으로 성공적으로 전환했다. 특히 코쥘 접속은 미분 기하학에서 크리스토펠 기호 (및 기타 유사한 비텐서적 대상)의 어색한 조작의 필요성을 제거했다. 따라서 그들은 1950년 이후 주제에 대한 많은 처리에서 고전적인 공변 미분 개념을 빠르게 대체했다.

## 동기

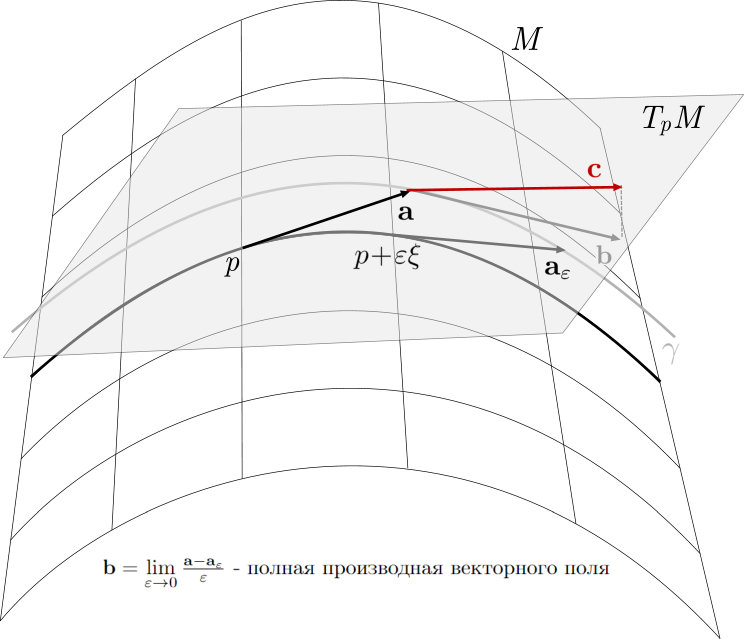

공변 미분은 벡터 미적분학의 방향도함수의 일반화이다. 방향도함수와 마찬가지로 공변 미분은 다음을 입력으로 받는 규칙 {\displaystyle \nabla _{\mathbf {u} }{\mathbf {v} }}이다: (1) 점 P에서 정의된 벡터 u, 그리고 (2) 점 P의 근방에서 정의된 벡터장 v. 출력은 역시 점 P에서의 벡터 {\displaystyle \nabla _{\mathbf {u} }{\mathbf {v} }(P)}이다. 일반적인 방향도함수와의 주된 차이점은 {\displaystyle \nabla _{\mathbf {u} }{\mathbf {v} }}가 어떤 정확한 의미에서 좌표계에서 표현되는 방식과 무관해야 한다는 것이다.
벡터는 기저에 따라 숫자의 목록으로 설명될 수 있지만, 기하학적 대상으로서 벡터는 어떻게 설명되든 관계없이 그 정체성을 유지한다. 한 기저에 대해 성분으로 작성된 기하학적 벡터의 경우, 기저가 변경될 때 성분은 기저 변환 공식에 따라 변환하며, 좌표는 공변 변환을 겪는다. 공변 미분은 좌표가 변경될 때 기저와 같은 방식으로 공변 변환에 의해 변환해야 한다(따라서 이름이 붙었다).
유클리드 공간의 경우, 벡터장의 방향도함수는 일반적으로 두 인접한 점의 두 벡터 간의 차이로 정의된다. 이러한 시스템에서는 한 벡터를 다른 벡터의 원점으로 평행 이동시키고, 평행하게 유지한 다음, 동일한 벡터 공간 내에서 그 차이를 취한다. 데카르트 (고정된 정규 직교 기저) 좌표계에서는 "평행하게 유지하는 것"은 성분을 일정하게 유지하는 것과 같다. 유클리드 공간에서의 이러한 일반적인 방향도함수는 공변 미분의 첫 번째 예이다.
다음으로 좌표계의 변화를 고려해야 한다. 예를 들어, 유클리드 평면이 극좌표로 설명되는 경우 "평행하게 유지하는 것"은 좌표 그리드 자체가 "회전"하기 때문에 평행 이동 하에서 극좌표 성분을 일정하게 유지하는 것과 같지 않다. 따라서 극좌표로 작성된 동일한 공변 미분은 좌표 그리드 자체가 어떻게 회전하는지, 또는 더 일반적인 좌표에서 그리드가 어떻게 확장, 수축, 뒤틀림, 얽힘 등을 설명하는 추가 항을 포함한다.
유클리드 평면에서 곡선 γ(t)를 따라 움직이는 입자의 예를 고려해 보자. 극좌표에서 γ는 방사형 및 각도 좌표를 사용하여 γ(t) = (r(t), θ(t))로 쓸 수 있다. 특정 시간 t에서의 벡터 (예를 들어, 입자의 일정한 가속도)는 {\displaystyle (\mathbf {e} _{r},\mathbf {e} _{\theta })}로 표현되며, 여기서 {\displaystyle \mathbf {e} _{r}}와 {\displaystyle \mathbf {e} _{\theta }}는 극좌표에 대한 단위 접벡터로, 벡터를 방사형 및 접선 성분으로 분해하는 기저 역할을 한다. 약간 더 늦은 시간에는 극좌표의 새로운 기저는 첫 번째 집합에 대해 약간 회전한 것으로 나타난다. 기저 벡터의 공변 미분(크리스토펠 기호)은 이러한 변화를 표현하는 역할을 한다.

지구 표면(구로 간주)과 같은 곡면 공간에서는 다른 점들 사이의 접벡터 평행 이동이 잘 정의되지 않으며, 그 유사체인 평행 운송은 벡터가 평행 이동되는 경로에 따라 달라진다. 적도 상의 점 Q에 있는 지구본 위의 벡터가 북쪽을 향한다고 가정하자. 벡터를 (평행하게 유지하면서) 먼저 적도를 따라 점 P로 운송한 다음, 자오선을 따라 N극으로 끌고 간 다음, 마지막으로 다른 자오선을 따라 Q로 다시 운송한다고 가정하자. 그러면 닫힌 회로를 따라 평행 운송된 벡터가 동일한 벡터로 돌아오지 않고 다른 방향을 가지고 있음을 알 수 있다. 이것은 유클리드 공간에서는 발생하지 않으며 지구 표면의 곡률로 인해 발생한다. 동일한 효과는 벡터를 무한히 작은 닫힌 표면을 따라 두 방향으로 끌고 간 다음 다시 끌고 갈 때 발생한다. 벡터의 이러한 무한소 변화는 곡률의 척도이며, 공변 미분으로 정의할 수 있다.

### 비고
- 공변 미분의 정의는 공간의 계량을 사용하지 않는다. 그러나 각 계량에 대해 계량의 공변 미분이 0이 되도록 하는 비틀림 없는 고유한 공변 미분인 레비치비타 접속이 존재한다.
- 미분의 속성은 {\displaystyle \nabla _{\mathbf {v} }\mathbf {u} }가 예를 들어 주어진 점 p에서 곡선을 따라 스칼라 함수 f의 미분이 f의 p 근방에서의 값에 의존하는 방식과 동일하게 p 근방에서 u의 값에 의존한다는 것을 의미한다.
- 공변 미분에서 점 p의 근방 정보는 벡터의 평행 운송을 정의하는 데 사용될 수 있다. 또한 곡률, 비틀림, 측지선은 공변 미분 또는 선형 접속 개념의 다른 관련 변형으로만 정의될 수 있다.

## 유클리드 공간에 대한 내장을 사용한 비공식적 정의
d-차원 리만 다양체 M의 열린 부분집합 U가 유클리드 공간 {\displaystyle (\mathbb {R} ^{n},\langle \cdot ,\cdot \rangle )}에 두 번 연속 미분 가능한 (C2) 사상 {\displaystyle {\vec {\Psi }}:\mathbb {R} ^{d}\supset U\to \mathbb {R} ^{n}}을 통해 내장되어 {\displaystyle {\vec {\Psi }}(p)}에서의 접공간이 벡터에 의해 스팬된다고 가정하자.
{\displaystyle \left\{\left.{\frac {\partial {\vec {\Psi }}}{\partial x^{i}}}\right|_{p}:i\in \{1,\dots ,d\}\right\}}
그리고 {\displaystyle \mathbb {R} ^{n}}의 스칼라 곱 {\displaystyle \left\langle \cdot ,\cdot \right\rangle }은 M의 계량과 호환된다:
{\displaystyle g_{ij}=\left\langle {\frac {\partial {\vec {\Psi }}}{\partial x^{i}}},{\frac {\partial {\vec {\Psi }}}{\partial x^{j}}}\right\rangle .}
(다양체 계량은 항상 비정규로 가정되므로, 호환성 조건은 편도함수 접벡터의 선형 독립성을 의미한다.)
접벡터장 {\displaystyle {\vec {V}}=v^{j}{\frac {\partial {\vec {\Psi }}}{\partial x^{j}}}},에 대해
{\displaystyle {\frac {\partial {\vec {V}}}{\partial x^{i}}}={\frac {\partial }{\partial x^{i}}}\left(v^{j}{\frac {\partial {\vec {\Psi }}}{\partial x^{j}}}\right)={\frac {\partial v^{j}}{\partial x^{i}}}{\frac {\partial {\vec {\Psi }}}{\partial x^{j}}}+v^{j}{\frac {\partial ^{2}{\vec {\Psi }}}{\partial x^{i}\,\partial x^{j}}}.}
마지막 항은 M에 접하지 않지만, 크리스토펠 기호를 선형 인자로 사용하여 접공간 기저 벡터의 선형 결합으로 표현할 수 있으며, 여기에 접공간에 직교하는 벡터가 추가된다.
{\displaystyle v^{j}{\frac {\partial ^{2}{\vec {\Psi }}}{\partial x^{i}\,\partial x^{j}}}=v^{j}{\Gamma ^{k}}_{ij}{\frac {\partial {\vec {\Psi }}}{\partial x^{k}}}+{\vec {n}}.}
레비치비타 접속의 경우, 공변 미분 {\displaystyle \nabla _{\mathbf {e} _{i}}{\vec {V}}}, 또는 {\displaystyle \nabla _{i}{\vec {V}}},로도 표기되는 것은 일반적인 미분을 접공간으로 직교 투영한 것으로 정의된다:
{\displaystyle \nabla _{\mathbf {e} _{i}}{\vec {V}}:={\frac {\partial {\vec {V}}}{\partial x^{i}}}-{\vec {n}}=\left({\frac {\partial v^{k}}{\partial x^{i}}}+v^{j}{\Gamma ^{k}}_{ij}\right){\frac {\partial {\vec {\Psi }}}{\partial x^{k}}}.}
여기서 레비치비타 접속에 대한 크리스토펠 기호와 계량 사이의 관계를 계산적으로 편리하게 얻을 수 있다. 이를 위해 먼저 이전 방정식의 벡터 {\displaystyle {\vec {n}}}이 접공간에 직교하므로 다음이 성립한다.
{\displaystyle \left\langle {\frac {\partial ^{2}{\vec {\Psi }}}{\partial x^{i}\,\partial x^{j}}},{\frac {\partial {\vec {\Psi }}}{\partial x^{l}}}\right\rangle =\left\langle {\Gamma ^{k}}_{ij}{\frac {\partial {\vec {\Psi }}}{\partial x^{k}}}+{\vec {n}},{\frac {\partial {\vec {\Psi }}}{\partial x^{l}}}\right\rangle =\left\langle {\frac {\partial {\vec {\Psi }}}{\partial x^{k}}},{\frac {\partial {\vec {\Psi }}}{\partial x^{l}}}\right\rangle {\Gamma ^{k}}_{ij}=g_{kl}\,{\Gamma ^{k}}_{ij}.}
그러면 좌표 {\displaystyle x^{c}}에 대한 계량 {\displaystyle g_{ab}} 성분의 편미분은 다음과 같으므로,
{\displaystyle {\frac {\partial g_{ab}}{\partial x^{c}}}={\frac {\partial }{\partial x^{c}}}\left\langle {\frac {\partial {\vec {\Psi }}}{\partial x^{a}}},{\frac {\partial {\vec {\Psi }}}{\partial x^{b}}}\right\rangle =\left\langle {\frac {\partial ^{2}{\vec {\Psi }}}{\partial x^{c}\,\partial x^{a}}},{\frac {\partial {\vec {\Psi }}}{\partial x^{b}}}\right\rangle +\left\langle {\frac {\partial {\vec {\Psi }}}{\partial x^{a}}},{\frac {\partial ^{2}{\vec {\Psi }}}{\partial x^{c}\,\partial x^{b}}}\right\rangle ,}
어떤 세 개의 {\displaystyle i,j,k} 지표 쌍도 방정식 시스템을 생성한다.
{\displaystyle \left\{{\begin{alignedat}{2}{\frac {\partial g_{jk}}{\partial x^{i}}}=&&\left\langle {\frac {\partial {\vec {\Psi }}}{\partial x^{j}}},{\frac {\partial ^{2}{\vec {\Psi }}}{\partial x^{k}\partial x^{i}}}\right\rangle &+\left\langle {\frac {\partial {\vec {\Psi }}}{\partial x^{k}}},{\frac {\partial ^{2}{\vec {\Psi }}}{\partial x^{i}\partial x^{j}}}\right\rangle \\{\frac {\partial g_{ki}}{\partial x^{j}}}=&\left\langle {\frac {\partial {\vec {\Psi }}}{\partial x^{i}}},{\frac {\partial ^{2}{\vec {\Psi }}}{\partial x^{j}\partial x^{k}}}\right\rangle &&+\left\langle {\frac {\partial {\vec {\Psi }}}{\partial x^{k}}},{\frac {\partial ^{2}{\vec {\Psi }}}{\partial x^{i}\partial x^{j}}}\right\rangle \\{\frac {\partial g_{ij}}{\partial x^{k}}}=&\left\langle {\frac {\partial {\vec {\Psi }}}{\partial x^{i}}},{\frac {\partial ^{2}{\vec {\Psi }}}{\partial x^{j}\partial x^{k}}}\right\rangle &+\left\langle {\frac {\partial {\vec {\Psi }}}{\partial x^{j}}},{\frac {\partial ^{2}{\vec {\Psi }}}{\partial x^{k}\partial x^{i}}}\right\rangle &&.\end{alignedat}}\right.}
(여기서 스칼라 곱의 대칭성과 편미분 순서의 교환이 사용되었다.)
처음 두 방정식을 더하고 세 번째 방정식을 빼면 다음을 얻는다.
{\displaystyle {\frac {\partial g_{jk}}{\partial x^{i}}}+{\frac {\partial g_{ki}}{\partial x^{j}}}-{\frac {\partial g_{ij}}{\partial x^{k}}}=2\left\langle {\frac {\partial {\vec {\Psi }}}{\partial x^{k}}},{\frac {\partial ^{2}{\vec {\Psi }}}{\partial x^{i}\,\partial x^{j}}}\right\rangle .}
따라서 레비치비타 접속의 크리스토펠 기호는 계량과 다음과 같이 관련된다.
{\displaystyle g_{kl}{\Gamma ^{k}}_{ij}={\frac {1}{2}}\left({\frac {\partial g_{jl}}{\partial x^{i}}}+{\frac {\partial g_{li}}{\partial x^{j}}}-{\frac {\partial g_{ij}}{\partial x^{l}}}\right).}
만약 g가 비특이적이라면 {\displaystyle {\Gamma ^{k}}_{ij}}는 다음과 같이 직접 구할 수 있다.
{\displaystyle {\Gamma ^{k}}_{ij}={\frac {1}{2}}g^{kl}\left({\frac {\partial g_{jl}}{\partial x^{i}}}+{\frac {\partial g_{li}}{\partial x^{j}}}-{\frac {\partial g_{ij}}{\partial x^{l}}}\right).}
위에서 설명한 내용을 가장 잘 보여주는 매우 간단한 예로, 평평한 종이에 원을 그린다. 일정한 속도로 원을 따라 움직여라. 속도의 미분인 가속도 벡터는 항상 안쪽으로 향한다. 이 종이를 원통으로 말아라. 이제 (유클리드) 속도 미분은 당신이 지점이나 춘분점에 가까운지에 따라 때로는 원통의 축을 향해 안쪽으로 향하는 성분을 갖는다. (원통의 축과 평행하게 움직이는 원의 지점에서는 안쪽 가속도가 없다. 반대로, 속도가 원통의 굽힘을 따라가는 지점(원 1/4 지점 후)에서는 안쪽 가속도가 최대이다.) 이것이 (유클리드) 법선 성분이다. 공변 미분 성분은 원통 표면에 평행한 성분이며, 종이를 원통으로 말기 전과 동일하다.

## 공식적인 정의
공변 미분은 접다발 및 다른 텐서 다발에 대한 접속이다. 이는 함수의 일반적인 미분과 유사하게 벡터장을 미분한다. 이 정의는 벡터장의 이중(즉, 공변 벡터장) 및 임의의 텐서장에 대한 미분으로 확장되며, 텐서 곱 및 대각합 연산(텐서 수축)과의 호환성을 보장하는 고유한 방식이다.

### 함수
다양체 M의 점 {\displaystyle p\in M}, 다양체 위의 실수 함수 {\displaystyle f:M\to \mathbb {R} }, 그리고 접벡터 {\displaystyle \mathbf {v} \in T_{p}M}가 주어졌을 때, p에서 v를 따른 f의 공변 미분은 p에서의 스칼라 {\displaystyle \left(\nabla _{\mathbf {v} }f\right)_{p}}로 표시되며, f의 인수가 무한소 변위 벡터 v에 의해 변경될 때 f 값의 주요 부분을 나타낸다. (이것은 벡터 v에 대해 평가된 f의 미분이다.) 공식적으로, {\displaystyle \phi (0)=p} 및 {\displaystyle \phi '(0)=\mathbf {v} }를 만족하는 미분 가능한 곡선 {\displaystyle \phi :[-1,1]\to M}이 있으며, p에서의 f의 공변 미분은 다음과 같이 정의된다.
{\displaystyle \left(\nabla _{\mathbf {v} }f\right)_{p}=\left(f\circ \phi \right)^{\prime }\left(0\right)=\lim _{t\to 0}{\frac {f(\phi \left(t\right))-f(p)}{t}}.}
{\displaystyle \mathbf {v} :M\to T_{p}M}이 M의 벡터장일 때, 공변 미분 {\displaystyle \nabla _{\mathbf {v} }f:M\to \mathbb {R} }는 f와 v의 공통 영역의 각 점 p에 스칼라 {\displaystyle \left(\nabla _{\mathbf {v} }f\right)_{p}}를 할당하는 함수이다.
스칼라 함수 f와 벡터장 v의 경우, 공변 미분 {\displaystyle \nabla _{\mathbf {v} }f}는 리 미분 {\displaystyle L_{\mathbf {v} }(f)}와 외미분 {\displaystyle df(\mathbf {v} )}와 일치한다.

### 벡터장
다양체 M의 점 p, p 근방에 정의된 벡터장 {\displaystyle \mathbf {u} :M\to T_{p}M}, 그리고 접벡터 {\displaystyle \mathbf {v} \in T_{p}M}가 주어졌을 때, p에서 v를 따른 u의 공변 미분은 p에서의 접벡터이며 {\displaystyle (\nabla _{\mathbf {v} }\mathbf {u} )_{p}}로 표기되며, 다음 속성들이 성립한다 (p에서의 임의의 접벡터 v, x, y, p 근방에 정의된 벡터장 u, w, p에서의 스칼라 값 g와 h, 그리고 p 근방에 정의된 스칼라 함수 f에 대해):
1. {\displaystyle \left(\nabla _{\mathbf {v} }\mathbf {u} \right)_{p}}는 {\displaystyle \mathbf {v} }에 대해 선형적이므로 {\displaystyle \left(\nabla _{g\mathbf {x} +h\mathbf {y} }\mathbf {u} \right)_{p}=g(p)\left(\nabla _{\mathbf {x} }\mathbf {u} \right)_{p}+h(p)\left(\nabla _{\mathbf {y} }\mathbf {u} \right)_{p}}
2. {\displaystyle \left(\nabla _{\mathbf {v} }\mathbf {u} \right)_{p}}는 {\displaystyle \mathbf {u} }에 대해 가법적이므로: {\displaystyle \left(\nabla _{\mathbf {v} }\left[\mathbf {u} +\mathbf {w} \right]\right)_{p}=\left(\nabla _{\mathbf {v} }\mathbf {u} \right)_{p}+\left(\nabla _{\mathbf {v} }\mathbf {w} \right)_{p}}
3. {\displaystyle (\nabla _{\mathbf {v} }\mathbf {u} )_{p}}는 곱 규칙을 따른다; 즉, 위에서 {\displaystyle \nabla _{\mathbf {v} }f}가 정의된 곳에서, {\displaystyle \left(\nabla _{\mathbf {v} }\left[f\mathbf {u} \right]\right)_{p}=f(p)\left(\nabla _{\mathbf {v} }\mathbf {u} )_{p}+(\nabla _{\mathbf {v} }f\right)_{p}\mathbf {u} _{p}.}

{\displaystyle \left(\nabla _{\mathbf {v} }\mathbf {u} \right)_{p}}는 u의 p에서의 값뿐만 아니라 p의 근방에서의 u 값에도 의존한다는 점에 유의하라. 이는 마지막 속성인 곱 규칙이 f의 방향 도함수(벡터 v에 의한)를 포함하기 때문이다.
만약 u와 v 모두 공통 영역에 정의된 벡터장이라면, {\displaystyle \nabla _{\mathbf {v} }\mathbf {u} }는 영역의 각 점 p에서의 값이 접벡터 {\displaystyle \left(\nabla _{\mathbf {v} }\mathbf {u} \right)_{p}}인 벡터장을 나타낸다.

### 공변 벡터장
점 p의 근방에 정의된 공변 벡터 (또는 1-형식) {\displaystyle \alpha }장이 주어졌을 때, 그 공변 미분 {\displaystyle (\nabla _{\mathbf {v} }\alpha )_{p}}는 결과 연산이 텐서 수축 및 곱 규칙과 호환되도록 정의된다. 즉, {\displaystyle (\nabla _{\mathbf {v} }\alpha )_{p}}는 p에서의 유일한 1-형식으로 정의되며, 이는 p의 근방에 있는 모든 벡터장 u에 대해 다음 항등식을 만족한다.
{\displaystyle \left(\nabla _{\mathbf {v} }\alpha \right)_{p}\left(\mathbf {u} _{p}\right)=\nabla _{\mathbf {v} }\left[\alpha \left(\mathbf {u} \right)\right]_{p}-\alpha _{p}\left[\left(\nabla _{\mathbf {v} }\mathbf {u} \right)_{p}\right].}
벡터장 v를 따른 공변 벡터장의 공변 미분은 다시 공변 벡터장이다.

### 텐서장
벡터장과 공변 벡터장에 대해 공변 미분이 정의되면, 점 p의 근방에 있는 모든 텐서장 쌍 {\displaystyle \varphi }와 {\displaystyle \psi }에 대해 다음 항등식을 부과함으로써 임의의 텐서장에 대해 정의할 수 있다.
{\displaystyle \nabla _{\mathbf {v} }\left(\varphi \otimes \psi \right)_{p}=\left(\nabla _{\mathbf {v} }\varphi \right)_{p}\otimes \psi (p)+\varphi (p)\otimes \left(\nabla _{\mathbf {v} }\psi \right)_{p},}
그리고 동일한 원자가의 {\displaystyle \varphi }와 {\displaystyle \psi }에 대해
{\displaystyle \nabla _{\mathbf {v} }(\varphi +\psi )_{p}=(\nabla _{\mathbf {v} }\varphi )_{p}+(\nabla _{\mathbf {v} }\psi )_{p}.}
벡터장 v를 따른 텐서장의 공변 미분은 다시 동일한 유형의 텐서장이다.
명시적으로, T가 (p, q) 유형의 텐서장이라고 하자. T를 매끄러운 단면 α틀:Isup, α2, ..., αq인 공변접다발 T틀:IsupM과 접다발 TM의 단면 X1, X2, ..., Xp의 미분 가능한 다중선형 사상으로 간주하며, T(α틀:Isup, α2, ..., X1, X2, ...)를 R로 쓴다. Y를 따른 T의 공변 미분은 다음 공식으로 주어진다.
{\displaystyle {\begin{aligned}(\nabla _{Y}T)\left(\alpha _{1},\alpha _{2},\ldots ,X_{1},X_{2},\ldots \right)=&{}\nabla _{Y}\left(T\left(\alpha _{1},\alpha _{2},\ldots ,X_{1},X_{2},\ldots \right)\right)\\&{}-T\left(\nabla _{Y}\alpha _{1},\alpha _{2},\ldots ,X_{1},X_{2},\ldots \right)-T\left(\alpha _{1},\nabla _{Y}\alpha _{2},\ldots ,X_{1},X_{2},\ldots \right)-\cdots \\&{}-T\left(\alpha _{1},\alpha _{2},\ldots ,\nabla _{Y}X_{1},X_{2},\ldots \right)-T\left(\alpha _{1},\alpha _{2},\ldots ,X_{1},\nabla _{Y}X_{2},\ldots \right)-\cdots \end{aligned}}}

## 좌표 설명
좌표 함수 {\displaystyle x^{i},\ i=0,1,2,\dots ,}가 주어졌을 때, 모든 접벡터는 기저 {\displaystyle \mathbf {e} _{i}={\frac {\partial }{\partial x^{i}}}.}에서 그 성분으로 설명될 수 있다.
기저 벡터를 따른 기저 벡터의 공변 미분은 다시 벡터이므로 선형 조합 {\displaystyle \Gamma ^{k}\mathbf {e} _{k}}로 표현될 수 있다.
공변 미분을 지정하기 위해서는 각 기저 벡터장 {\displaystyle \mathbf {e} _{i}}의 {\displaystyle \mathbf {e} _{j}}를 따른 공변 미분을 지정하는 것으로 충분하다.
{\displaystyle \nabla _{\mathbf {e} _{j}}\mathbf {e} _{i}={\Gamma ^{k}}_{ij}\mathbf {e} _{k},}
계수 {\displaystyle \Gamma _{ij}^{k}}는 국소 좌표계에 대한 접속의 성분이다. 리만 및 준리만 다양체 이론에서 국소 좌표계에 대한 레비치비타 접속의 성분은 크리스토펠 기호라고 불린다.
정의의 규칙을 사용하여 일반 벡터장 {\displaystyle \mathbf {v} =v^{j}\mathbf {e} _{j}}와 {\displaystyle \mathbf {u} =u^{i}\mathbf {e} _{i}}에 대해 다음을 얻는다.
{\displaystyle {\begin{aligned}\nabla _{\mathbf {v} }\mathbf {u} &=\nabla _{v^{j}\mathbf {e} _{j}}u^{i}\mathbf {e} _{i}\\&=v^{j}\nabla _{\mathbf {e} _{j}}u^{i}\mathbf {e} _{i}\\&=v^{j}u^{i}\nabla _{\mathbf {e} _{j}}\mathbf {e} _{i}+v^{j}\mathbf {e} _{i}\nabla _{\mathbf {e} _{j}}u^{i}\\&=v^{j}u^{i}{\Gamma ^{k}}_{ij}\mathbf {e} _{k}+v^{j}{\partial u^{i} \over \partial x^{j}}\mathbf {e} _{i}\end{aligned}}}
따라서
{\displaystyle \nabla _{\mathbf {v} }\mathbf {u} =\left(v^{j}u^{i}{\Gamma ^{k}}_{ij}+v^{j}{\partial u^{k} \over \partial x^{j}}\right)\mathbf {e} _{k}.}
이 공식의 첫 번째 항은 공변 미분에 대한 좌표계의 "비틀림"을 담당하며, 두 번째 항은 벡터장 u의 성분 변화를 담당한다. 특히
{\displaystyle \nabla _{\mathbf {e} _{j}}\mathbf {u} =\nabla _{j}\mathbf {u} =\left({\frac {\partial u^{i}}{\partial x^{j}}}+u^{k}{\Gamma ^{i}}_{kj}\right)\mathbf {e} _{i}}
즉: 공변 미분은 좌표가 어떻게 변하는지 알려주는 수정 항이 있는 좌표를 따른 일반적인 미분이다.
공변 벡터에 대해서도 유사하게 다음이 성립한다.
{\displaystyle \nabla _{\mathbf {e} _{j}}{\mathbf {\theta } }=\left({\frac {\partial \theta _{i}}{\partial x^{j}}}-\theta _{k}{\Gamma ^{k}}_{ij}\right){\mathbf {e} ^{*}}^{i}}
여기서 {\displaystyle {\mathbf {e} ^{*}}^{i}(\mathbf {e} _{j})={\delta ^{i}}_{j}}이다.
{\displaystyle e_{c}}를 따른 유형 (r, s) 텐서장의 공변 미분은 다음 표현식으로 주어진다.
{\displaystyle {\begin{aligned}{(\nabla _{e_{c}}T)^{a_{1}\ldots a_{r}}}_{b_{1}\ldots b_{s}}={}&{\frac {\partial }{\partial x^{c}}}{T^{a_{1}\ldots a_{r}}}_{b_{1}\ldots b_{s}}\\&+\,{\Gamma ^{a_{1}}}_{dc}{T^{da_{2}\ldots a_{r}}}_{b_{1}\ldots b_{s}}+\cdots +{\Gamma ^{a_{r}}}_{dc}{T^{a_{1}\ldots a_{r-1}d}}_{b_{1}\ldots b_{s}}\\&-\,{\Gamma ^{d}}_{b_{1}c}{T^{a_{1}\ldots a_{r}}}_{db_{2}\ldots b_{s}}-\cdots -{\Gamma ^{d}}_{b_{s}c}{T^{a_{1}\ldots a_{r}}}_{b_{1}\ldots b_{s-1}d}.\end{aligned}}}
다시 말해: 텐서의 편미분을 취하고 다음을 더한다: 모든 위쪽 지표 {\displaystyle a_{i}}에 대해 {\displaystyle +{\Gamma ^{a_{i}}}_{dc}}를, 모든 아래쪽 지표 {\displaystyle b_{i}}에 대해 {\displaystyle -{\Gamma ^{d}}_{b_{i}c}}를 더한다.
텐서 대신 (가중치 +1의) 텐서 밀도를 미분하려고 한다면, 다음 항도 추가한다.
{\displaystyle -{\Gamma ^{d}}_{dc}{T^{a_{1}\ldots a_{r}}}_{b_{1}\ldots b_{s}}.}
만약 가중치 W의 텐서 밀도라면, 그 항에 W를 곱한다.
예를 들어, {\textstyle {\sqrt {-g}}}는 스칼라 밀도(가중치 +1)이므로 다음을 얻는다:
{\displaystyle \left({\sqrt {-g}}\right)_{;c}=\left({\sqrt {-g}}\right)_{,c}-{\sqrt {-g}}\,{\Gamma ^{d}}_{dc}}
여기서 세미콜론 ";"은 공변 미분을 나타내고, 쉼표 ","는 편미분을 나타낸다. 덧붙여 말하면, 이 특정 표현식은 0과 같다. 왜냐하면 계량만으로 이루어진 함수의 공변 미분은 항상 0이기 때문이다.

## 표기법
물리학 교과서에서는 공변 미분이 종종 이 방정식에서 그 성분으로만 언급된다.
때때로 쌍반점으로 공변 미분을 나타내고, 일반 편미분은 쉼표로 나타내는 표기법이 사용된다. 이 표기법에서는 다음과 같이 작성한다.
{\displaystyle \nabla _{e_{j}}\mathbf {v} \ {\stackrel {\mathrm {def} }{=}}\ {v^{s}}_{;j}\mathbf {e} _{s}\;\;\;\;\;\;{v^{i}}_{;j}={v^{i}}_{,j}+v^{k}{\Gamma ^{i}}_{kj}}
세미콜론 뒤에 두 개 이상의 지표가 나타나는 경우, 모든 지표는 공변 미분으로 이해되어야 한다.
{\displaystyle \nabla _{e_{k}}\left(\nabla _{e_{j}}\mathbf {v} \right)\ {\stackrel {\mathrm {def} }{=}}\ {v^{s}}_{;jk}\mathbf {e} _{s}}
일부 오래된 문헌(특히 아들러, 바진 & 쉬퍼, 일반 상대론 입문)에서는 공변 미분을 이중 파이프로, 편미분을 단일 파이프로 나타낸다.
{\displaystyle \nabla _{e_{j}}\mathbf {v} \ {\stackrel {\mathrm {def} }{=}}\ {v^{i}}_{||j}={v^{i}}_{|j}+v^{k}{\Gamma ^{i}}_{kj}}

## 필드 유형별 공변 미분
스칼라장 {\displaystyle \phi \,}의 경우, 공변 미분은 단순히 편미분이다.
{\displaystyle \phi _{;a}\equiv \partial _{a}\phi }
반변 벡터장 {\displaystyle \lambda ^{a}}의 경우:
{\displaystyle {\lambda ^{a}}_{;b}\equiv \partial _{b}\lambda ^{a}+{\Gamma ^{a}}_{bc}\lambda ^{c}}
공변 벡터장 {\displaystyle \lambda _{a}}의 경우:
{\displaystyle \lambda _{a;c}\equiv \partial _{c}\lambda _{a}-{\Gamma ^{b}}_{ca}\lambda _{b}}
유형 (2,0) 텐서장 {\displaystyle \tau ^{ab}}의 경우:
{\displaystyle {\tau ^{ab}}_{;c}\equiv \partial _{c}\tau ^{ab}+{\Gamma ^{a}}_{cd}\tau ^{db}+{\Gamma ^{b}}_{cd}\tau ^{ad}}
유형 (0,2) 텐서장 {\displaystyle \tau _{ab}}의 경우:
{\displaystyle \tau _{ab;c}\equiv \partial _{c}\tau _{ab}-{\Gamma ^{d}}_{ca}\tau _{db}-{\Gamma ^{d}}_{cb}\tau _{ad}}
유형 (1,1) 텐서장 {\displaystyle {\tau ^{a}}_{b}}의 경우:
{\displaystyle {\tau ^{a}}_{b;c}\equiv \partial _{c}{\tau ^{a}}_{b}+{\Gamma ^{a}}_{cd}{\tau ^{d}}_{b}-{\Gamma ^{d}}_{cb}{\tau ^{a}}_{d}}
위 표기법은 다음 의미로 사용된다.
{\displaystyle {\tau ^{ab}}_{;c}\equiv \left(\nabla _{\mathbf {e} _{c}}\tau \right)^{ab}}

## 속성
일반적으로 공변 미분은 교환되지 않는다. 예를 들어, 벡터장 {\displaystyle \lambda _{a;bc}\neq \lambda _{a;cb}}의 공변 미분은 다르다. 리만 곡률 텐서 {\displaystyle {R^{d}}_{abc}}는 다음을 만족하도록 정의된다:
{\displaystyle \lambda _{a;bc}-\lambda _{a;cb}={R^{d}}_{abc}\lambda _{d}}
또는 동등하게
{\displaystyle {\lambda ^{a}}_{;bc}-{\lambda ^{a}}_{;cb}=-{R^{a}}_{dbc}\lambda ^{d}}
(2,0)-텐서장의 공변 미분은 다음을 만족한다:
{\displaystyle {\tau ^{ab}}_{;cd}-{\tau ^{ab}}_{;dc}=-{R^{a}}_{ecd}\tau ^{eb}-{R^{b}}_{ecd}\tau ^{ae}}
후자는 {\displaystyle \tau ^{ab}=\lambda ^{a}\mu ^{b}}로 가정함으로써 (일반성을 잃지 않고) 증명될 수 있다.

## 곡선을 따른 미분
텐서장 T의 공변 미분 {\displaystyle \nabla _{X}T}가 점 p에서 벡터장 X의 값에만 의존하므로, 다양체 내의 매끄러운 곡선 {\displaystyle \gamma (t)}를 따른 공변 미분을 정의할 수 있다.
{\displaystyle D_{t}T=\nabla _{{\dot {\gamma }}(t)}T.}
이 정의가 의미를 가지려면 텐서장 T는 곡선 {\displaystyle \gamma (t)}에서만 정의되면 된다는 점에 유의하라.
특히, {\displaystyle {\dot {\gamma }}(t)}는 곡선 {\displaystyle \gamma } 자체를 따른 벡터장이다. 만약 {\displaystyle \nabla _{{\dot {\gamma }}(t)}{\dot {\gamma }}(t)}가 사라지면 그 곡선을 공변 미분의 측지선이라고 한다. 만약 공변 미분이 양의 정부호 계량의 레비치비타 접속이라면, 접속의 측지선은 정확히 곡선의 길이로 매개변수화된 계량의 측지선이다.
곡선을 따른 미분은 또한 곡선을 따른 평행 운송을 정의하는 데 사용된다.
때로는 곡선을 따른 공변 미분을 절대 미분 또는 내재 미분이라고 부른다.

## 리 미분과의 관계
공변 미분은 인접한 접공간의 벡터를 비교할 수 있도록 하는 추가적인 기하학적 구조를 다양체에 도입한다. 왜냐하면 표준적인 좌표계가 없기 때문에 다른 접공간의 벡터를 비교하는 표준적인 방법이 없기 때문이다.
그러나 방향 미분의 또 다른 일반화가 있는데, 이는 표준적이다. 바로 리 미분이다. 이는 한 벡터장의 흐름을 따라 다른 벡터장의 변화를 평가한다. 따라서 단일 지점에서가 아니라 이웃에서 두 벡터장을 모두 알아야 한다. 반면에 공변 미분은 주어진 방향에서 벡터에 대한 자체 변화를 도입하며, 이는 지점 이웃의 벡터장이 아니라 단일 지점에서의 벡터 방향에만 의존한다. 다시 말해, 공변 미분은 방향 인수에 대해 선형적(C틀:Isup(M)에 대해)인 반면, 리 미분은 어느 인수에서도 선형적이지 않다.
비대칭화된 공변 미분 ∇uv − ∇vu와 리 미분 Luv는 접속의 비틀림만큼 다르며, 따라서 접속이 비틀림이 없으면 그 비대칭화는 리 미분이다.

## 같이 보기
- 아핀 접속
- 크리스토펠 기호
- 접속 (대수적 틀)
- 접속 (수학)
- 코쥘 접속
- 접속 형식
- 외적 공변 미분
- 게이지 공변 미분
- 일반상대론의 수학적 공식화 개론
- 레비치비타 접속
- 평행 운송
- 리치 미적분학
- 텐서 미분 (연속체 역학)
- 리만 기하학 공식 목록

## 내용주
1. ↑  Einstein, Albert (1922). 〈The General Theory of Relativity〉. 《The Meaning of Relativity》.
2. ↑  Ricci, G.; Levi-Civita, T. (1901). 《Méthodes de calcul différential absolu et leurs applications》. 《Mathematische Annalen》 54. 125–201쪽. doi:10.1007/bf01454201. S2CID 120009332.
3. ↑  Riemann, G. F. B. (1866). 〈Über die Hypothesen, welche der Geometrie zu Grunde liegen〉. 《Gesammelte Mathematische Werke》.; reprint, ed. Weber, H. (1953), New York: Dover.
4. ↑  Christoffel, E. B. (1869). 《Über die Transformation der homogenen Differentialausdrücke zweiten Grades》. 《Journal für die reine und angewandte Mathematik》 70. 46–70쪽.
5. ↑  cf. with Cartan, É (1923). 《Sur les variétés à connexion affine et la theorie de la relativité généralisée》. 《Annales Scientifiques de l'École Normale Supérieure》 40. 325–412쪽. doi:10.24033/asens.751.
6. ↑  Koszul, J. L. (1950). 《Homologie et cohomologie des algebres de Lie》. 《Bulletin de la Société Mathématique de France》 78. 65–127쪽. doi:10.24033/bsmf.1410.
7. ↑  공변 미분은 또한 ∂vu, Dvu 또는 기타 표기법으로 다양하게 표시된다.
8. ↑  많은 응용에서, 적어도 일반 상대성이론 응용의 경우, t를 시간으로 생각하지 않는 것이 더 좋을 수 있다. 이것은 단순히 경로를 따라 부드럽고 단조롭게 변하는 추상적인 매개변수로 간주된다.